# Wright County (Minnesota)
Das Wright County ist ein County im US-amerikanischen Bundesstaat Minnesota. Im Jahr 2020 hatte das County 141.337  Einwohner und eine Bevölkerungsdichte von 82,6 Einwohnern pro Quadratkilometer. Der Verwaltungssitz (County Seat) ist Buffalo.
Das Wright County ist Bestandteil der Metropolregion Minneapolis–Saint Paul.

## Geografie
Das County liegt im nordwestlichen Vorortbereich von Minneapolis etwas südöstlich des geografischen Zentrums von Minnesota. Der östlichsten Punkt des Countys wird von der Mündung des Crow River in den Mississippi gebildet. Das Wright County hat eine Fläche von 1850 Quadratkilometern, wovon 139 Quadratkilometer Wasserfläche sind. Es grenzt an folgende Nachbarcountys:
| Stearns County |  | Sherburne County |
| Meeker County  |  | Hennepin County  |
| McLeod County  |  | Carver County    |

## Geschichte

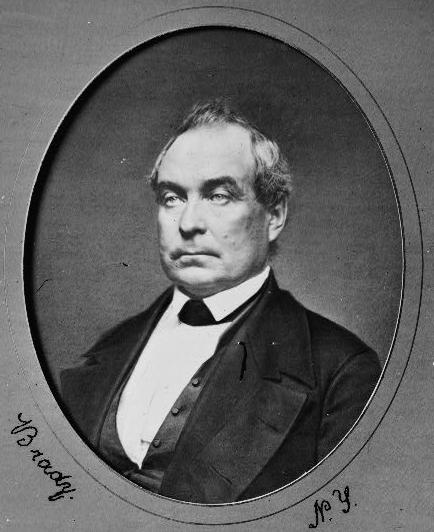
S. Wright

Das Wright County wurde am 20. Februar 1855 aus Teilen des Cass County und des Sibley County gebildet. Benannt wurde es nach Silas Wright (1795–1847), einem US-amerikanischen Politiker und Mitglied im US-Kongress.

## Demografische Daten

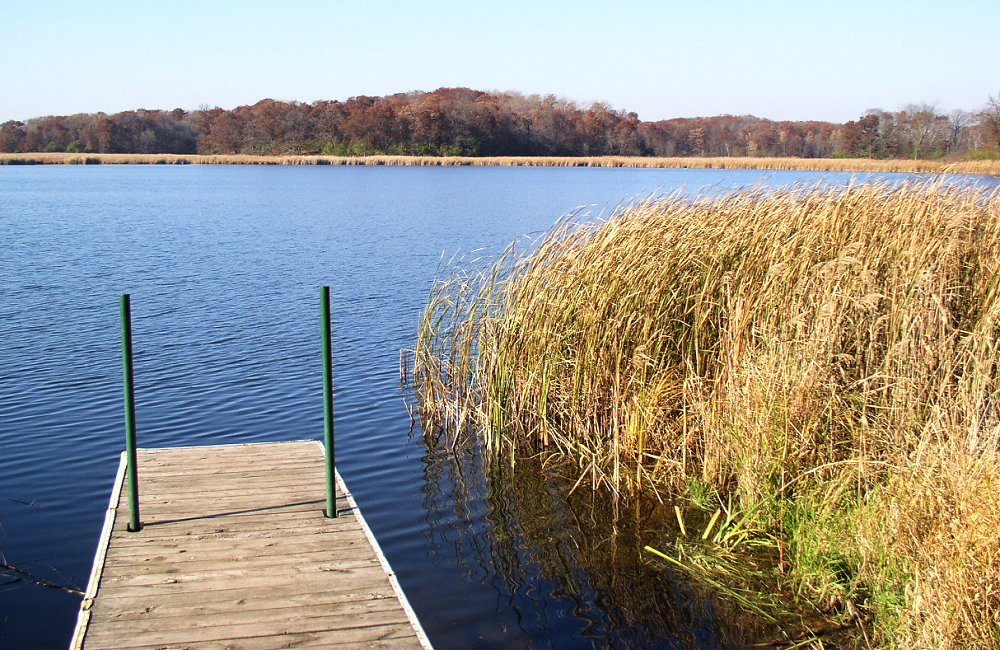
Lake Maria State Park

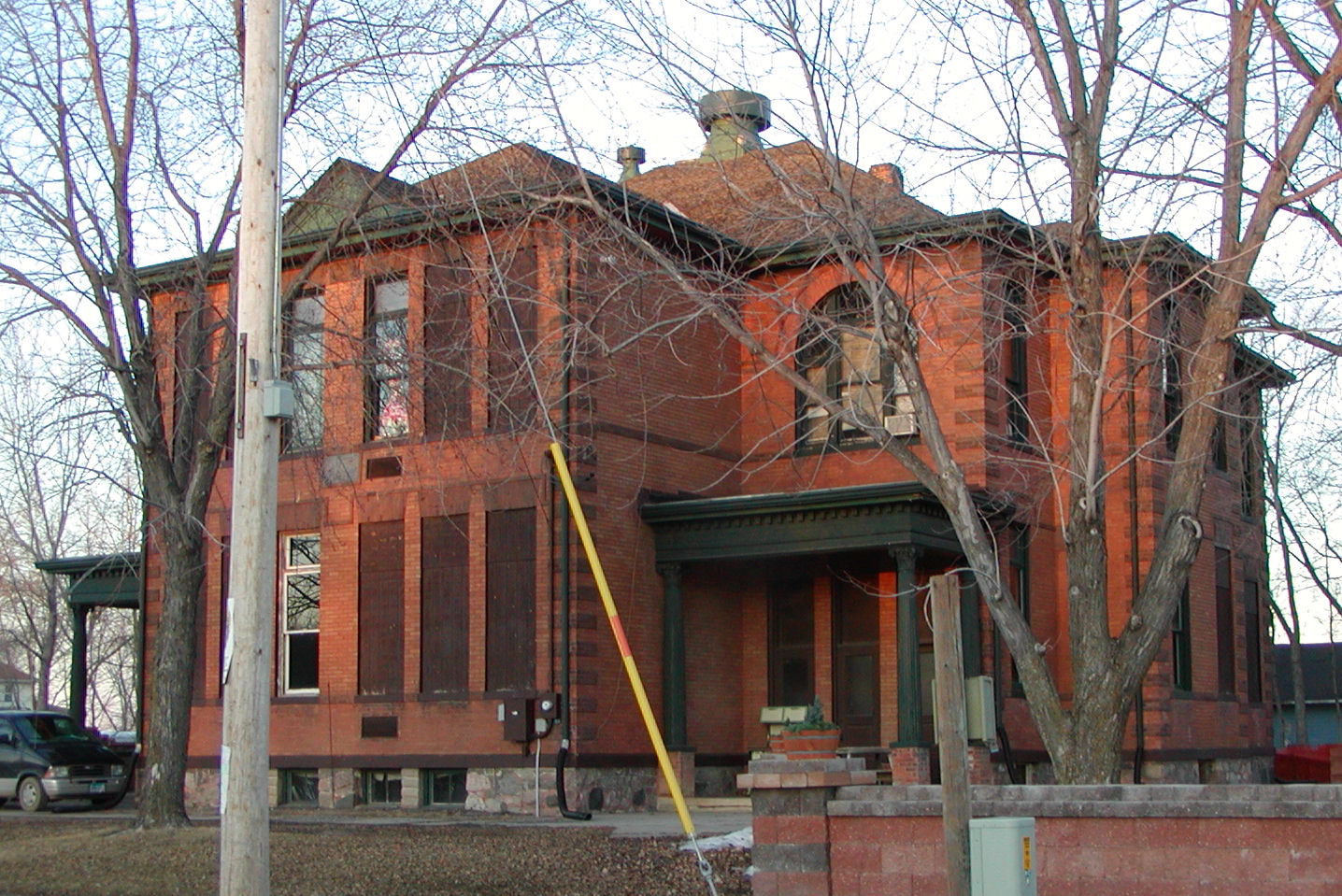
Hawkins Clinic, gelistet im NRHP

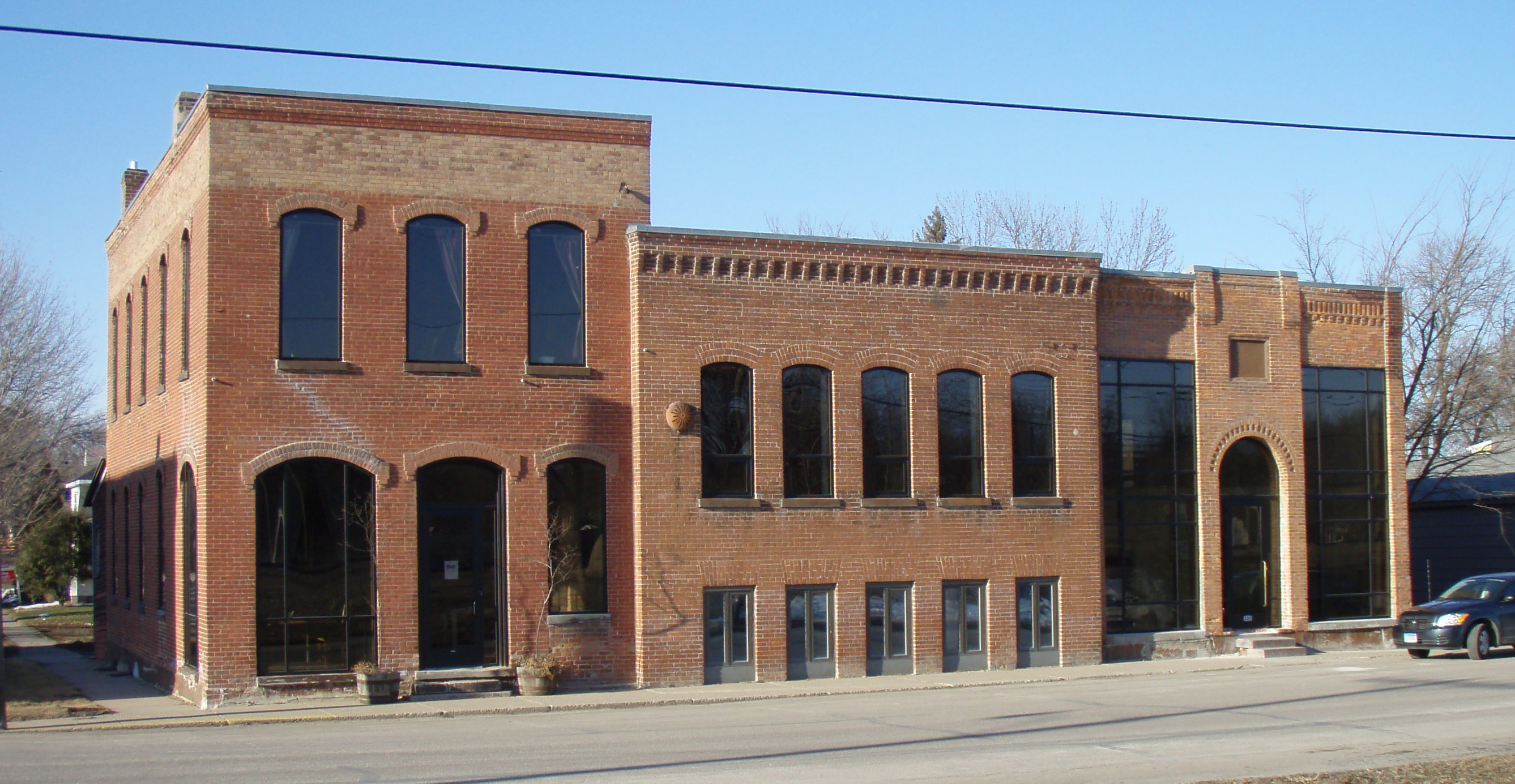
Eagle Newspaper Office, gelistet im NRHP

Nach der Volkszählung im Jahr 2010 lebten im Wright County 124.700 Menschen in 44.683 Haushalten. Die Bevölkerungsdichte betrug 72,9 Einwohner pro Quadratkilometer. In den 44.683 Haushalten lebten statistisch je 2,73 Personen.
Ethnisch betrachtet setzte sich die Bevölkerung zusammen aus 95,7 Prozent Weißen, 1,1 Prozent Afroamerikanern, 0,4 Prozent amerikanischen Ureinwohnern, 1,2 Prozent Asiaten sowie aus anderen ethnischen Gruppen; 1,5 Prozent stammten von zwei oder mehr Ethnien ab. Unabhängig von der ethnischen Zugehörigkeit waren 2,6 Prozent der Bevölkerung spanischer oder lateinamerikanischer Abstammung.
29,6 Prozent der Bevölkerung waren unter 18 Jahre alt, 60,4 Prozent waren zwischen 18 und 64 und 10,0 Prozent waren 65 Jahre oder älter. 49,7 Prozent der Bevölkerung war weiblich.

Das jährliche Durchschnittseinkommen eines Haushalts lag bei 69.674 USD. Das Pro-Kopf-Einkommen betrug 29.231 USD. 5,6 Prozent der Einwohner lebten unterhalb der Armutsgrenze.

## Ortschaften im Wright County
Citys
| - Albertville - Annandale - Buffalo - Clearwater1 - Cokato - Dayton2 | - Delano - Hanover2 - Howard Lake - Maple Lake - Monticello - Montrose | - Otsego - Rockford2 - South Haven - St. Michael - Waverly |

Census-designated place (CDP)
- Silver Creek

1 – teilweise im Stearns County

2 – teilweise im Hennepin County

## Gliederung
Das Wright County ist neben den 17 Citys in 18 Townships eingeteilt:
| Township             | Einwohner (2010) | FIPS     |
| -------------------- | ---------------- | -------- |
| Albion Township      | 1255             | 27-00766 |
| Buffalo Township     | 1804             | 27-08470 |
| Chatham Township     | 1302             | 27-11062 |
| Clearwater Township  | 1306             | 27-11818 |
| Cokato Township      | 1311             | 27-12448 |
| Corinna Township     | 2322             | 27-13222 |
| Franklin Township    | 2760             | 27-22400 |
| French Lake Township | 1172             | 27-22760 |
| Maple Lake Township  | 2048             | 27-40238 |

| Township              | Einwohner (2010) | FIPS     |
| --------------------- | ---------------- | -------- |
| Marysville Township   | 2147             | 27-40940 |
| Middleville Township  | 937              | 27-41966 |
| Monticello Township   | 3181             | 27-43792 |
| Rockford Township     | 3194             | 27-55024 |
| Silver Creek Township | 2335             | 27-60340 |
| Southside Township    | 1521             | 27-61510 |
| Stockholm Township    | 959              | 27-62878 |
| Victor Township       | 1032             | 27-67018 |
| Woodland Township     | 1082             | 27-71554 |